# Ron Dante
Ron Dante, geboren als Carmine Granito, (Staten Island, 22 augustus 1945), ook bekend als The Detergents en The Cuff Links, is een Amerikaanse zanger, componist en songwriter. Dante is vooral bekend als de echte zanger van de fictieve cartoonband The Archies; hij was ook de stem van The Cuff Links en co-produceerde de eerste negen albums van Barry Manilow.

## Carrière
De single Sugar, Sugar van The Archies, geschreven en gecomponeerd door producent Jeff Barry met Andy Kim, was het bestverkochte album van 1969 in de Verenigde Staten. Vier jaar eerder was Dante lid van de parodiegroep The Detergents, die de novelty song Leader of the Laundromat had opgenomen, een parodie op Leader of the Pack van The Shangri-Las, hoewel Dante niet op die opname stond. Gelijktijdig met zijn werk aan het Archies-project, was Dante ook werkzaam als sessiezanger en voerde hij vele televisie- en commerciële jingles uit.
In 1969 nam Dante een album op onder de bandnaam The Cuff Links, een samenwerking met de songwriter-producenten Paul Vance en Lee Pockriss van The Detergents. Hij zorgde voor zowel lead- als achtergrondzang door middel van overdubbing, zoals hij deed met de meeste mannelijke Archies-zang. Ook had hij als The Cuff Links de twee internationale hits Tracy (1969) en When Julie Comes Around (1970) in de Top Tien van de Billboard Hot 100. Dante's uitgebreide vocale bereik omvat falset, zoals gebruikt in Jingle Jangle, het Top Tien-vervolg op Sugar, Sugar.
Dante's eerste album dat hij onder zijn eigen naam uitbracht, dat hij opnam bij het label van Don Kirshner, was Ron Dante Brings You Up in 1970. In 1972 werd Dante, ook onder toezicht van Kirshner, leadzanger van de cartoonband The Chan Clan. Hij verzorgde leadzang voor een aantal nummers op het album Spiderman: From Beyond the Grave, A Rockcomic uit 1972, toegeschreven aan The Webspinners. Dante verscheen in de CBS tv-pilotshow Hip Patches uit 1975. Hij wordt geïnterviewd door een groep jonge muzikanten in de band Silvermoon, die bedoeld waren om de sterren van de show te zijn. In die show wordt hij voorgesteld als de stem van The Archies en legt hij het publiek uit wat er nodig is om een succesvolle band te zijn.
In 1979 nam hij het discoalbum Dante's Inferno op met de zangeressen Monica Burruss en Toni Lund voor het label Infinity Records en in 1981 werd zijn tweede soloalbum Street Angel uitgebracht. Ook in 1979 voerde Dante het thema uit voor de NBC-televisieserie $weepstake$: Don't Be Afraid To Dream, waarvan de teksten werden geschreven door Norman Gimbel met muziek gecomponeerd door Charles Fox.
Van 1973 tot 1981 was Dante de platenproducent voor zanger Barry Manilow en deed hij vaak de achtergrondzang op Manilows opnamen, waaronder zijn nummer 1-single Mandy uit 1974. Dante bleef in die jaren sporadisch opnemen. In 1975, met Manilow als producent, bracht Dante een danceversie van Sugar, Sugar uit onder zijn eigen naam. In 1978 produceerde Dante de Tony Award-winnende musicalrevue Ain't Misbehavin op Broadway. Gedurende deze periode werd Dante, een buurman van George Plimpton in Manhattan, uitgenodigd om te dienen als uitgever van de Paris Review, als wiens uitgever hij diende van 1978 tot 1985.
Vanaf juli 2016 bleef Dante actief als zanger, producent en concertartiest. Het album Favorites werd uitgebracht in 1999 en de cd Saturday Night Blast werd uitgegeven in 2004. De cd California Weekend met verlengde speelduur werd uitgebracht in 2006.
Meer recente spraakmakende optreden van Dante was met het CBS Orchestra in de Late Show with David Letterman op 28 juli 2010.
Medio 2018 deed Dante mee aan de Happy Together-tournee als vervanger van Howard Kaylan van The Turtles, die vanwege gezondheidsproblemen aan de kant werd gezet.

## Discografie

### Singles
als The Detergents
- 1964: Leader of the Laundromat
- 1965: Double-O-Seven
- 1965: Mrs. Jones ('Ow About It)
- 1965: I Don't Know
- 1965: Soldier Girl
- 1965: Bad Girl
- 1965: Tea and Trumpets
- 1966: I Can Never Eat Home Anymore
- 1966: Some Sunday Morning

als The Cuff Links
- 1969: Tracy
- 1969: When Julie Comes Around
- 1970: Run Sally Run
- 1970: Robin's World
- 1970: Thank You Pretty Baby (feat. Joey Cord)
- 1971: All Because of You
- 1971: Sandi (Promo)

als Ronnie Dante
- 1964: Don't Stand Up in a Canoe
- 1964: Look at Me (You Did It)
- 1966: 221 East Maple
- 1966: Janie Janie
- 1967: Gypsy Be Mine

als Ron Dante
- 1970: Let Me Bring You Up (promo)
- 1970: C'mon Girl
- 1971: That's What Life Is All About (promo)
- 1974: Charmer
- 1974: Midnight Show
- 1975: Sugar, Sugar (promo)
- 1977: How Am I to Know
- 1981: Show and Tell
- 1981: Letter from Zowie (promo)

### Albums
als The Detergents
- 1965: The Many Faces of the Detergents

als The Cuff Links
- 1969: Tracy
- 1970: The Cuff Links

als Ron Dante
- 1970: Ron Dante Brings You Up
- 1972: The Amazing Spider-Man: From Beyond the Grave – A Rockomic (mit The Webspinners)
- 1981: Street Angel
- 1999: Favorites
- 2004: Saturday Night Blast

- Bibsys: 8028838
- International Standard Name Identifier: 0000 0000 3477 1269
- Library of Congress Control Number: n94047482
- MusicBrainz: 4284810d-9af0-4fa6-88e0-3a98e150dee2
- Virtual International Authority File: 9074631
- WorldCat: E39PBJtmwHWkFmgbHdYXhC9Rrq